# پرون
پرون (سیریلیک: Перун) بلندمرتبه‌ترین ایزد در میان ایزدان اساطیر اسلاو است. پرون ایزد تندر و آذرخش است.
دیگر صفات منسوب به پرون مرتبط است با آتش، کوه، بلوط، زنبق، عقاب، گنبد آسمان، اسب، ارابه، جنگ‌افزار، چکش، تبر (تبر پرون)، تیر و جنگ. پرون نخست با جنگ‌افزار سنگی و بعد فلزی مربوط بود. او در شمال نام‌های دیگری داشت، مانند پیرکوناس و پروُن. این ایزد را در بیشتر جاها تکریم می‌کردند و سخت از او می‌هراسیدند. نقش پرون بارورکردن زمین با غنایم جنگی و باردار کردن مادر زمین به واسطه باران و رعدوبرق بود. بلوط، درخت ترس‌آور او بود که فکر می‌کردند برق آسمانی را جذب می‌کند.
پرون را به عنوان مردی خشن با ریشی مسین توصیف می‌کنند. او سوار بر گردونه‌ای آهنی است که یک قوچ غول‌آسا آن را در آسمان می‌کشد و تبری بزرگ و گاه چکش بر دوش دارد. او تبر را به سوی بدکاران پرتاب می‌کند و این تبر همیشه به سوی او بازمی‌گردد. هرجا که او اقامت می‌گزید، روی کوه یا بر بالاترین شاخهٔ درخت بلوط عظیم‌پیکر، آنجا را مرکز زمین به شمار می‌آوردند. پرون بر شرایط آب‌وهوایی طبیعت نظارت داشت و بدین گونه در فصل درو، همه جا او را می‌پرستیدند.